# Synagoge (Ingenheim)

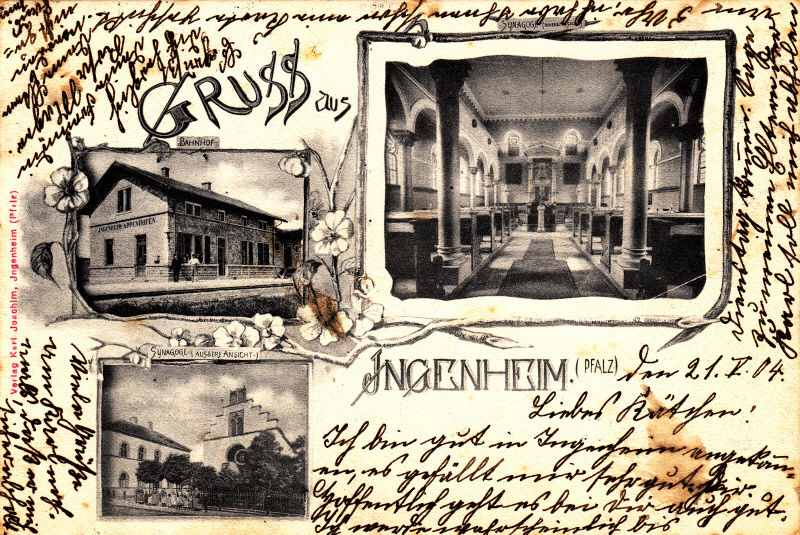
Ansichtskarte (geschrieben 1904) von Ingenheim mit der Synagoge

Die Synagoge in Ingenheim, einem Ortsteil der Ortsgemeinde Billigheim-Ingenheim im Landkreis Südliche Weinstraße (Rheinland-Pfalz), war eine Synagoge, die 1831/32 gebaut und während der Novemberpogrome 1938 verwüstet wurde. Die Synagoge stand in der Hauptstraße 21.

## Geschichte
Die jüdische Gemeinde Ingenheim besaß zuvor eine ältere Synagoge, über die nichts überliefert ist. Bernhard Roos unterzeichnete als 1. Vorstand der größten jüdischen Kultusgemeinde in der Pfalz mit weiteren Mitgliedern am 27. September 1827 den Kaufvertrag des zukünftigen Synagogengrundstücks. 1830 wurde bei der Planung eines Neubaus der Entwurf des Münchner Architekten Friedrich von Gärtner ausgewählt. Den Innenausbau übernahm August von Voit. Am 10. Dezember 1832 erfolgte die feierliche Einweihung, bei der Rabbiner Jakob Aaron Ettlinger die Einweihungsrede hielt. Das Gebäude mit einer Grundfläche von 125 m² hatte Plätze für 240 Männer und 170 Frauen auf den Emporen. Die Ingenheimer Synagoge wurde zum Vorbild für andere Synagogen im Königreich Bayern wie in Albersweiler, Binswangen, Böhl oder Weingarten.
1922 stellte die jüdische Gemeinde im Mittelgang vor der Bima ein Denkmal für die im Ersten Weltkrieg gefallenen Gemeindemitglieder auf.
Im Juni 1844 besuchte der Speyerer Bischof Nikolaus von Weis die Synagoge in Ingenheim, was eine für die damalige Zeit bedeutende Annäherung an die jüdische Bevölkerung war.

## Zeit des Nationalsozialismus
Die Synagoge in Ingenheim wurde während der Novemberpogrome am 10. November 1938 angezündet. Die Feuerwehr durfte nicht löschen und das Gebäude brannte völlig aus. Folgende rituelle Gegenstände wurden vernichtet: 20 Torarollen, 60 Toramäntel, 15 Sätze Toraschmuck, 100 Torawimpel, zehn Toravorhänge, eine ewige Lampe, vier Chanukkia, vier silberne Altarleuchter, zwei Megillot, zwei Schofarhörner u. v. m.
Die Ruine der Synagoge wurde während des Krieges weiter beschädigt und schließlich abgebrochen. Eine Gedenktafel wurde 1986 in Anwesenheit des damaligen Landesrabbiners von Rheinland-Pfalz Meir Ydit eingeweiht.

## Architektur

### Äußeres
Der zweigeschossige Putzbau hatte eine repräsentative, von einem Staffelgiebel überhöhte Westfassade, die von einem Portal beherrscht wurde, das bis an das Kranzgesims reichte. Der Eingang bestand aus einem stark eingezogenen Hufeisenbogen, der auf zwei Säulen mit Kapitellen ruhte. Dahinter befand sich die zweiflügelige Kassettentür, über die ein Okulus angebracht war. Im Stufengiebel befand sich ein Zwillingsfenster in einem Rechteckrahmen mit Hufeisenbögen und ein Kleeblattbogen als Abschluss der Fensteranlage. Auf dem Giebel thronten die Gesetzestafeln mit einem von Akroterien gekrönten Aufsatz. Die an den Längsseiten des Gebäudes befindlichen Fenster hatten ebenfalls auf beiden Geschossen Hufeisenbögen. Das gesamte Äußere war geprägt von orientalisierenden Stilelementen.
Über dem Portal war folgende Inschrift angebracht: Dies ist das Tor zum Herrn, Gerechte ziehen durch es hinein (Psalm 118,20). Darüber stand im Fenster der auf Hochzeitssteinen (Chuppastein) übliche Spruch: Die Stimme der Wonne und die Stimme der Freude, das sind die Stimme des Bräutigams und die Stimme der Braut (Jeremia 7,34).

### Innenraum
Nach einer Vorhalle, mit beidseitigen Fenstern, betrat man den Betssal, der von je sechs Fenstern auf beiden Seiten ausreichend Licht bekam. Die dreiseitige Frauenempore ruhte auf schlanken Säulen mit Kapitellen. Darunter waren rechts und links die Männerbänke aufgestellt, so dass ein breiter Mittelgang entstand. Die Bima befand sich in der Mitte des Saals und der Toraschrein war als Ädikula mit Säulen und ägyptisierenden Kapitellen und reich verziertem Flachgiebel ausgeführt. Die Toralade war in eine Hufeisenbogennische eingestellt.